# Zpoplatnění uhlíku

Obchodování s emisemi a uhlíkové daně ve světě (2021)
Obchodování s emisemi uhlíku implementováno nebo plánováno
Uhlíková daň implementována nebo plánována
Obchodování s emisemi uhlíku nebo uhlíková daň jsou plánovány

Zpoplatnění uhlíku (nebo stanovení cen CO2) je metoda, jak se státy mohou vypořádat se změnou klimatu. Náklady se vztahují na emise skleníkových plynů, aby znečišťovatelé byli motivováni k omezení spalování uhlí, ropy a zemního plynu, které jsou hlavní hnací silou změny klimatu. Tato metoda je všeobecně  a je považována za účinnou. Zpoplatnění uhlíku se snaží řešit ekonomický problém, že emise CO2 a dalších skleníkových plynů (GHG) jsou negativní externalitou – škodlivým produktem, který není zpoplatněn žádným trhem.
Cena uhlíku má obvykle podobu uhlíkové daně nebo systému Cap and Trade (obvykle prostřednictvím systému obchodování s emisemi uhlíku (ETS)), což znamená nutnost nákupu povolenek k emisím.
V roce 2021 se na 21,7 % celosvětových emisí skleníkových plynů vztahovalo zpoplatnění uhlíku, což představovalo významný nárůst v důsledku zavedení čínského národního systému obchodování s uhlíkem. Mezi regiony se zpoplatněním uhlíku patří většina evropských zemí a Kanada. Na druhou stranu největší znečišťovatelé, jako je Indie, Rusko, státy Perského zálivu a mnoho států USA, dosud nezavedly zpoplatnění uhlíku.  Austrálie měla v letech 2012 až 2014 systém zpoplatnění uhlíku. V roce 2020 vygenerovalo zpoplatnění uhlíku příjmy ve výši 53 miliard dolarů.
Podle Mezivládního panelu pro změnu klimatu by byla zapotřebí cenová úroveň 135–5500 USD v roce 2030 a 245–13 000 USD za tunu CO2 v roce 2050, aby se emise uhlíku udržely pod hranicí 1,5 °C.
Nejnovější modely společenských nákladů uhlíku počítají se škodami přesahujícími 3000 USD/tCO2 v důsledku ekonomických zpětných vazeb a klesajících temp růstu globálního HDP, zatímco politická doporučení se pohybují v rozmezí zhruba 50 až 200 dolarů.  Mnoho systémů stanovování cen uhlíku, včetně systému obchodování s emisemi v Číně, zůstává pod hranicí 10 USD/tCO2. Jednou z výjimek je systém Evropské unie pro obchodování s emisemi (EU ETS), který v únoru 2023 překročil 100 EUR/tCO2 (2023 USD).
Uhlíková daň je obecně upřednostňována z ekonomických důvodů pro svou jednoduchost a stabilitu, zatímco obchodování s emisními povolenkami teoreticky nabízí možnost omezit povolenky na zbývající uhlíkový rozpočet. Současné implementace jsou navrženy pouze tak, aby splňovaly určité cíle v oblasti snížení.

## Účel
Stanovení cen uhlíku je mnohými ekonomy považováno za nejúčinnější způsob, jak snížit emise. To znamená, že snižuje emise s co nejnižšími náklady, přičemž tyto náklady zahrnují náklady na opatření ke zvýšení účinnosti, jakož i náklady na nepohodlí spojené s omezením množství zboží a služeb poskytovaných fosilními palivy. Tato efektivita se uskutečňuje tím, že se eliminuje selhání trhu (neocenitelné externí náklady uhlíkových emisí) u jeho zdroje – oceňováním těchto nákladů.
Ekonomie poukazuje na to, že vzhledem k tomu, že by regulátoři jen velmi obtížně zjišťovali hodnotu, kterou každý emitent získává z vypouštění emisí, je tento efektivní výsledek velmi nepravděpodobný, pokud regulátor vybírá, kdo může vypouštět emise a kdo ne. To je důvod, proč ekonomie učí, že příkazová a kontrolní regulace nebude efektivní a bude méně efektivní než tržní mechanismus, jako je například stanovení ceny uhlíku. Slovy IPCC „[dotace na obnovitelné zdroje energie] jsou méně účinnou alternativou k uhlíkovým daním a obchodování s emisemi pro vyvolání zmírňování“.

## Koncepty

Obchodování s emisemi uhlíku - ceny povolenek od roku 2008

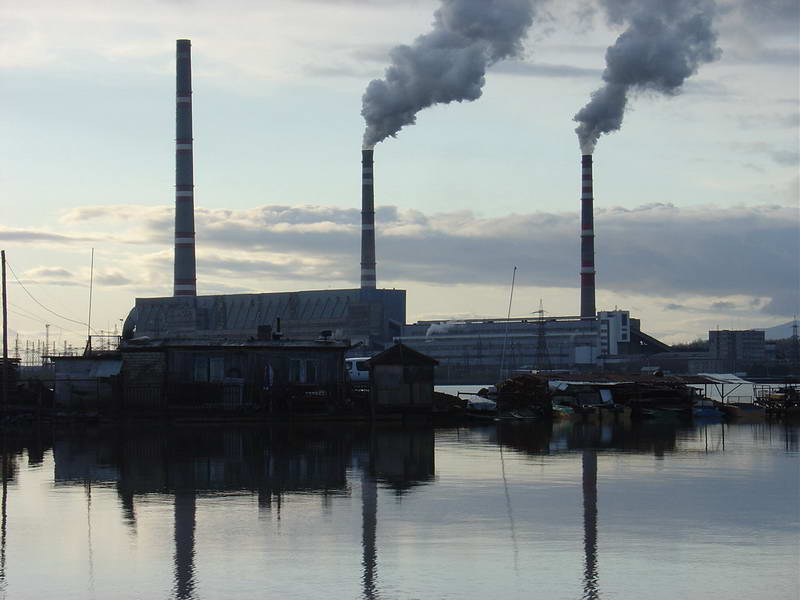
Uhelná elektrárna v ruském Lučegorsku. Pokud by byla zavedena uhlíková daň, byl by k ní přidán poplatek (neboli „daň“) za CO_{2} vypouštěný z elektrárny.

### Obchodování s emisemi
V rámci koncepce obchodování s emisemi trh s povolenkami automaticky upraví cenu uhlíku na úroveň, která zajistí splnění stropu. Vláda stanoví emisní strop, například 1000 tCO2 ročně. Poté buď přidělí povolenky zúčastněným stranám, nebo je vydraží tomu, kdo nabídne nejvíce. Po rozdání povolenek s nimi lze soukromě obchodovat. Znečišťovatelům, kteří nemají požadované povolenky, hrozí pokuta, která by stála více než nákup povolenek. Pokud je strop nízký, povolenek bude nedostatek a cena povolenek bude vysoká.
Tuto metodu používá systém EU ETS. V praxi to vedlo k poměrně vysoké ceně uhlíku v letech 2005 až 2009, ale ta byla později podkopána nadměrnou nabídkou a také Velkou recesí. Nedávné politické změny vedly od roku 2018 k prudkému nárůstu ceny uhlíku, která v únoru 2023 překročila 100 EUR/tCO2.

### Uhlíková daň
Uhlíková daň je daň uvalená na emise uhlíku potřebné k výrobě zboží a služeb. Uhlíkové daně mají zviditelnit „skryté“ společenské náklady uhlíkových emisí, které jsou jinak pociťovány pouze nepřímými způsoby, jako jsou závažné povětrnostní jevy. Jsou navrženy tak, aby snižovaly emise skleníkových plynů zvyšováním cen fosilních paliv, která je při spalování emitují. To snižuje poptávku po zboží a službách, které produkují vysoké emise, a motivuje k tomu, aby byly méně uhlíkově náročné. Ve své nejjednodušší podobě se uhlíková daň vztahuje pouze na emise CO2; mohl by se však vztahovat i na jiné skleníkové plyny, jako je metan nebo oxid dusný, a to zdaněním těchto emisí na základě jejich potenciálu globálního oteplování ekvivalentního CO2.  Při spalování uhlovodíkového paliva, jako je uhlí, ropa nebo zemní plyn, se většina nebo veškerý uhlík přeměňuje na CO2. Emise skleníkových plynů způsobují změnu klimatu, která poškozuje životní prostředí a lidské zdraví. Tuto negativní externalitu lze snížit zdaněním obsahu uhlíku v kterémkoli bodě produktového cyklu.  Uhlíkové daně jsou tedy druhem Piguovy daně.
Výzkumy ukazují, že uhlíkové daně účinně snižují emise. Mnoho ekonomů tvrdí, že uhlíkové daně jsou nejúčinnějším (nejlevnějším) způsobem, jak se vypořádat se změnou klimatu. Sedmdesát sedm zemí a více než 100 měst se zavázalo dosáhnout do roku 2050 nulových čistých emisí. V roce 2019 byly uhlíkové daně zavedeny nebo je naplánováno jejich zavedení ve 25 zemích, zatímco 46 zemí stanovilo určitou formu zpoplatnění uhlíku, a to buď prostřednictvím uhlíkových daní, nebo systémů obchodování s emisemi uhlíku.

#### Hybridní modely
Obchodní systémy stanovující stropy emisí mohou zahrnovat ustanovení o cenové stabilitě s minimálními a stropními limity.  Tyto (průmyslové) vzory jsou často označovány jako hybridní (průmyslové) vzory.:s.47 V rozsahu, v jakém je cena regulována těmito limity, ji lze považovat za daň.

### Uhlíková daň versus obchodování s emisemi
Obchodování s emisemi uhlíku funguje tak, že je stanoven kvantitativní limit emisí produkovaných producenty emisí. V důsledku toho se cena automaticky přizpůsobí tomuto cíli. To je hlavní výhoda oproti fixní uhlíkové dani. Má se za to, že uhlíková daň se v širokém měřítku prosazuje snadněji než programy emisních povolenek. Jednoduchost a bezprostřednost uhlíkové daně se osvědčila v kanadské Britské Kolumbii – byla uzákoněna a zavedena za pět měsíců.  Hybridní program obchodování s emisemi stanovuje limity pro zvyšování cen a v některých případech také minimální cenu. Horní hranice je stanovena přidáním dalších povolenek na trh za stanovenou cenu, zatímco minimální cena je zachována tím, že není umožněn prodej na trh za cenu nižší, než je minimální cena.  Například regionální iniciativa pro skleníkové plyny stanoví horní hranici cen povolenek prostřednictvím ustanovení o omezení nákladů.
Průmyslová odvětví však mohou úspěšně lobbovat za to, aby se od uhlíkové daně osvobodila. Proto se tvrdí, že při obchodování s emisemi mají znečišťovatelé motivaci snižovat emise, ale pokud jsou osvobozeni od uhlíkové daně, nemají žádnou motivaci snižovat emise.  Na druhou stranu by volné rozdělování emisních povolenek mohlo potenciálně vést ke korupčnímu jednání.
Většina programů obchodování s emisními povolenkami má sestupný strop, obvykle každý rok pevně stanovený procento, což dává trhu jistotu a zaručuje, že emise budou časem klesat. U daně lze odhadnout snížení uhlíkových emisí, což nemusí stačit ke změně průběhu změny klimatu. Klesající strop umožňuje pevné cíle snížení a systém měření, kdy jsou cíle splněny. Na rozdíl od rigidních daní také umožňuje flexibilitu.  Poskytování emisních povolenek v rámci obchodování s emisemi je upřednostňováno v situacích, kdy je zapotřebí přesnější cílová úroveň jistoty emisí.

### Využití příjmů
Standardní návrhy na využití příjmů z uhlíku zahrnují
- Redistribuci obyvatelům v přepočtu na osobu.[36] To může kompenzovat riziko, že rostoucí ceny energie dosáhnou vysoké úrovně, dokud nebude k dispozici levná větrná a solární energie. Bohatí lidé, kteří mají tendenci mít větší uhlíkovou stopu, by platili více, zatímco chudší lidé mohou z takové regulace dokonce těžit.
- Dotace urychlující přechod na obnovitelné zdroje energie
- Financování výzkumu, veřejné dopravy, sdílení automobilů a dalších politik, které podporují uhlíkovou neutralitu
- Dotace na negativní emise: V závislosti na technologii, jako je PyCCS nebo BECCS, jsou náklady na generování negativních emisí přibližně 150–165 USD na tunu CO2.[37] Odstranění emisí v minulosti – celkem 1 700 Gt[38] – lze teoreticky řešit dražbou povolenek počínaje cenou, která převyšuje náklady na odstranění navrhovaných emisí.

## Společenské náklady uhlíku
Přesná finanční škoda způsobená tunou CO2 závisí na klimatických a ekonomických zpětných vazbách a zůstává do určité míry nejistá. Nejnovější výpočty ukazují rostoucí trend. Dynamické modely zahrnují diskontní sazby. To vede k nižším nákladům v současném stavu a vyšším nákladům po vyčerpání uhlíkových rozpočtů.
| Zdroj                                      | Rok         | Cena uhlíku za tCO2 | Poznámka                                                      |
| ------------------------------------------ | ----------- | ------------------- | ------------------------------------------------------------- |
| Meziagenturní pracovní skupina (vláda USA) | 2013 / 2016 | 42 USD              | Střední odhad pro 3% diskontní sazbu v roce 2020              |
| Meziagenturní pracovní skupina (vláda USA) | 2013 / 2016 | 212 USD             | Vysoká hodnota dopadu pro rok 2050 / 3% sleva / 95. percentil |
| Německá agentura pro životní prostředí     | 2019        | 213 USD (180 €)     | S 1% časovou preferencí                                       |
| Německá agentura pro životní prostředí     | 2019        | 757 USD (640 €)     | Bez časové preference                                         |
| Kikstra et al.                             | 2021        | 3372 USD            | Včetně ekonomických zpětných vazeb                            |

## Cenové úrovně
Přibližně třetina systémů se pohybuje pod 10 USD/tCO2, většina pod 40 USD. Jednou z výjimek je strmý nárůst v systému EU ETS, který v září 2021 dosáhnul 60 USD. Švédsko a Švýcarsko jsou jedinými zeměmi s cenou vyšší než 100 USD/tCO2.

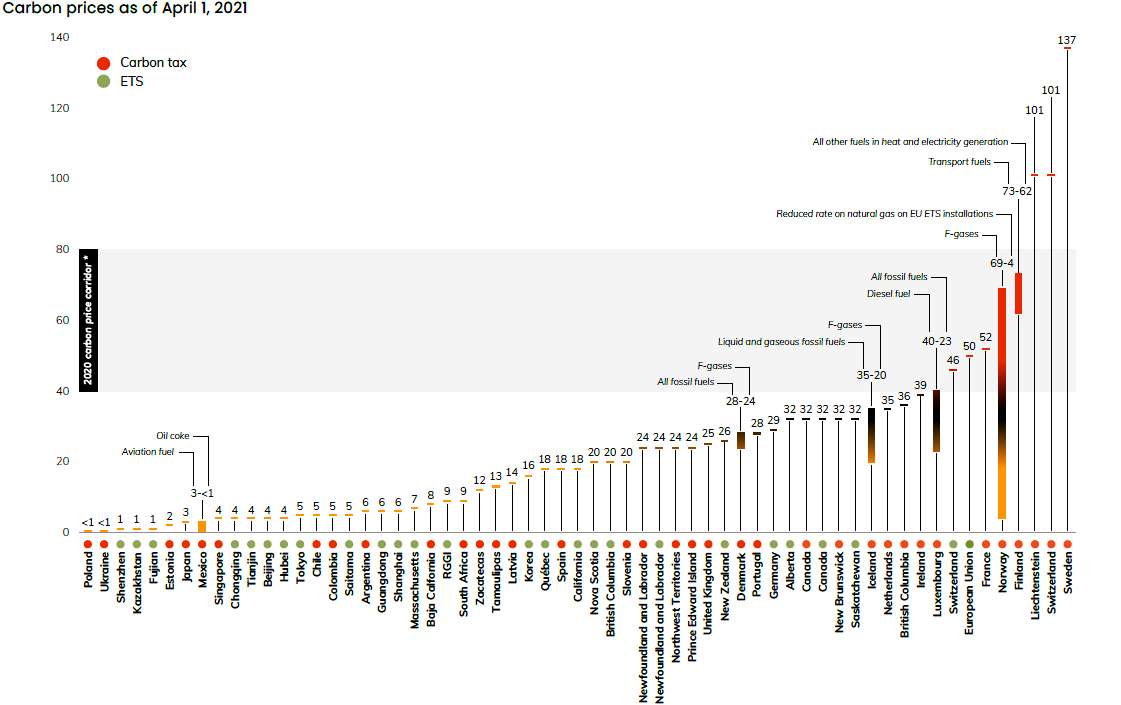
Ceny uhlíku v USD v roce 2021

### Růst tržních cen fosilních paliv
Neočekávaný prudký nárůst cen zemního plynu a komodit, jako je ropa a uhlí, v roce 2021 vyvolal diskusi o tom, zda by se zvýšení cen uhlíku nemělo odložit, aby se předešlo další sociální zátěži. Na druhou stranu by přerozdělení v přepočtu na obyvatele dokonce pomohlo chudším domácnostem, které mají tendenci spotřebovávat méně energie ve srovnání s bohatší částí populace. Čím vyšší je vysoká cena uhlíku, tím větší je úleva. Podíváme-li se však na jednotlivé situace, kompenzace by se nevztahovala na osoby dojíždějící za prací na venkově nebo na lidi žijící v domech se špatnou izolací. Ani ti nemají likviditu, aby mohli investovat do řešení využívajících méně fosilních paliv, a byli by závislí na úvěrech nebo dotacích. Pokud bude prudký nárůst cen fosilních paliv přetrvávat, nutnost dodatečné ceny uhlíku pro získání konkurenceschopnosti obnovitelných zdrojů energie se zpochybňuje. Na druhou stranu cena uhlíku stále pomáhá motivovat k využívání efektivnějších technologií na fosilní paliva, jako jsou paroplynové turbíny na rozdíl od uhlí s vysokými emisemi.

## Rozsah a pokrytí
V příslušných zemích s ETS a daněmi je pokryto přibližně 40 % až 80 % emisí, systémy se v detailech značně liší. Zahrnují nebo nezahrnují paliva, dopravu, vytápění, zemědělství, jiné skleníkové plyny kromě CO2, jako je metan nebo fluorované plyny. V mnoha členských státech EU, jako je Francie nebo Německo, existují dva systémy současně: EU ETS se vztahuje na výrobu energie a emise z velkých průmyslových podniků, zatímco národní ETS nebo daně stanovují cenu benzínu, zemního plynu a ropy pro soukromou spotřebu.
| Země / Region | typ | podíl | Pokrytí / poznámky                                        | příjmy za rok 2020                                                    |     |     |                                         |                      |
| ------------- | --- | ----- | --------------------------------------------------------- | --------------------------------------------------------------------- | --- | --- | --------------------------------------- | -------------------- |
| Země / Region | typ | podíl | Evropská unie                                             | příjmy za rok 2020                                                    | ETS | 39% | průmysl, elektřina, letectví v rámci EU | 22,5 miliardy dolarů |
| Čína          | ETS | 40%   | elektřina, dálkové vytápění                               | zahájeno v roce 2021                                                  |     |     |                                         |                      |
| Kanada        | daň | 22%   | Národní ceny v Kanadě, dodatečné daně a ETS v provinciích | 3,4 miliardy dolarů                                                   |     |     |                                         |                      |
| Francie       | daň | 35%   | mimo systém obchodování s emisemi EU                      | 9,6 miliardy dolarů                                                   |     |     |                                         |                      |
| Německo       | ETS | 40%   | mimo systém obchodování s emisemi EU: doprava, vytápění   | Očekává se 8,75 miliardy USD (7,4 miliardy EUR), zahájení v roce 2021 |     |     |                                         |                      |
| Japonsko      | daň | 75%   |                                                           | 2,4 miliardy dolarů                                                   |     |     |                                         |                      |
| Švédsko       | daň | 40%   | doprava, budovy, průmysl, zemědělství                     | 2,3 miliardy dolarů                                                   |     |     |                                         |                      |

### Ostatní daně a cenové složky
Konečná spotřebitelská cena pohonných hmot a elektrické energie závisí na individuálních daňových předpisech a podmínkách v každé zemi. Ačkoli zpoplatnění uhlíku hraje stále větší roli, daně z energií, DPH, výdaje na energie a další složky jsou stále hlavní příčinou zcela odlišných cenových hladin mezi zeměmi.

## Dopad na maloobchodní ceny
V tabulkách jsou uvedeny příklady pro cenu uhlíku ve výši 100 USD nebo 100 jednotek jiné měny. Všechny výpočty potravin jsou založeny na ekvivalentech CO2 včetně vysokého dopadu emisí metanu.
| PALIVO      | dopad    |
| ----------- | -------- |
| 1 l benzínu | 0,24 USD |
| 1 l nafty   | 0,27 USD |

| DOPRAVA                                                  | dopad      | poznámky                                                                                     |
| -------------------------------------------------------- | ---------- | -------------------------------------------------------------------------------------------- |
| 500 km autem, 1 cestující                                | 8,40 USD   | 7 l benzínu na 100 km                                                                        |
| 500 km proudovým letadlem na sedadlo                     | 6,70 USD   | 0,134 kgCO2/km, domácí let NZ, A320, 173 míst, všechna obsazená, s radiačním multiplikátorem |
| 500 km malým letadlem na sedadlo                         | 32,95 USD  | 0,659 kgCO2/km, domácí let NZ, méně, než 50 míst, všechna obsazena                           |
| 5000 km proudovým letadlem, turistická třída, na sedadlo | 76,50 USD  | 0.153 kgCO2/km, >3700 km                                                                     |
| 5000 km proudovým letadlem, první třída, na sedadlo      | 292,50 USD | 0.585 kgCO2/km, >3700 km                                                                     |

| ELEKTŘINA               | dopad    |
| ----------------------- | -------- |
| 1 kWh hnědé uhlí        | 0,11 USD |
| 1 kWh černé uhlí        | 0,10 USD |
| 1 kWh zemní plyn        | 0,06 USD |
| 1 kWh zemní plyn (CCGT) | 0,04 USD |

| TEPLO                         | dopad    |
| ----------------------------- | -------- |
| 1 KWh ze zemního plynu        | 0,02 USD |
| 1 KWh z lehkých topných olejů | 0,03 USD |
| 1 l lehkého topného oleje     | 0,29 USD |

## Ekonomika
Mnohé ekonomické vlastnosti stanovování cen uhlíku platí bez ohledu na to, zda je uhlík zpoplatněn stropem nebo daní. Existuje však několik důležitých rozdílů. Ceny založené na limitu jsou kolísavější, a proto jsou rizikovější pro investory, spotřebitele i pro vlády, které povolenky draží. Kromě toho mají stropy tendenci zkracovat účinek necenových politik, jako jsou dotace na obnovitelné zdroje, zatímco uhlíkové daně nikoli.

### Únik uhlíku
Únik uhlíku je účinek, který má regulace emisí v jedné zemi/odvětví na emise v jiných zemích/odvětvích, které nepodléhají stejné regulaci. Ohledně rozsahu dlouhodobého úniku uhlíku nepanuje shoda.
Míra úniku je definována jako nárůst emisí CO2 mimo země, které přijímají domácí zmírňující opatření, dělený snížením emisí zemí, které přijímají domácí zmírňující opatření. Míra úniku vyšší než 100 % tedy znamená, že opatření ke snížení emisí v rámci zemí měla za následek zvýšení emisí v jiných zemích ve větší míře, tj. vnitrostátní zmírňující opatření ve skutečnosti vedla ke zvýšení celosvětových emisí.
Odhady míry úniků pro opatření podle Kjótského protokolu se pohybovaly od 5 % do 20 % v důsledku ztráty cenové konkurenceschopnosti, ale tyto míry úniků byly považovány za velmi nejisté.  U energeticky náročných průmyslových odvětví byly příznivé účinky opatření uvedených v příloze I prostřednictvím technologického rozvoje považovány za pravděpodobně významné. Tento příznivý účinek však nebyl spolehlivě kvantifikován. Na základě empirických důkazů, které posuzovali, dospěli Barker a kol. (2007) k závěru, že konkurenční ztráty v té době stávajících zmírňujících opatření, např. systému EU ETS, nebyly významné.
Podle pravidel systému EU ETS se k určení objemů bezplatného přidělování emisních povolenek průmyslovým zařízením používá expoziční faktor úniku uhlíku.
Mezi rozvojovými zeměmi panuje všeobecný názor, že diskuse o změně klimatu v obchodních jednáních by mohla vést k zelenému protekcionismu zemí s vysokými příjmy. Ekologická cla na dovoz („virtuální uhlík“) v souladu s cenou uhlíku ve výši 50 USD za tunu CO2 by mohla být pro rozvojové země významná. V roce 2010 Světová banka uvedla, že zavedení cel na hranicích by mohlo vést k rozšíření obchodních opatření tam, kde jsou konkurenční podmínky považovány za nerovné. Cla by také mohla být zátěží pro nízkopříjmové země, které k problému změny klimatu přispěly jen velmi málo.

### Interakce s politikou obnovitelných zdrojů energie
Obchodování s emisními povolenkami a uhlíkové daně se různě vzájemně ovlivňují s necenovými politikami, jako jsou dotace na obnovitelné zdroje energie. IPCC to vysvětluje následovně:
Uhlíková daň může mít aditivní environmentální dopad na politiky, jako jsou dotace na dodávky energie z obnovitelných zdrojů. Naproti tomu, má-li obchodní systém stanovující stropy emisí závazný strop (dostatečně přísný, aby ovlivnil rozhodnutí týkající se emisí), pak jiné politiky, jako jsou dotace na energie z obnovitelných zdrojů, nemají žádný další dopad na snižování emisí v období, kdy se strop uplatňuje. 

## Výhody a nevýhody
Na konci roku 2013 William Nordhaus, prezident Americké ekonomické asociace, publikoval knihu The Climate Casino, která vrcholí popisem mezinárodního „režimu cen uhlíku“. Takový režim by vyžadoval národní závazky k ceně uhlíku, ale ne ke konkrétní politice. Ke splnění takového závazku by se daly využít uhlíkové daně, stropy a hybridní schémata. Martin Weitzman, přední klimatický ekonom z Harvardu, zároveň publikoval teoretickou studii, v níž tvrdí, že takový režim by dosažení mezinárodní dohody výrazně usnadnil, zatímco zaměření na národní cíle by to nadále téměř znemožňovalo. Nordhaus tento argument také uvádí, ale méně formálně.
Podobné názory již dříve diskutoval Joseph Stiglitz a již dříve se objevily v řadě článků. Zdá se, že pohled na cenové závazky získal významnou podporu nezávislých stanovisek Světové banky a Mezinárodního měnového fondu (MMF).

„Prohlášení ekonomů o změně klimatu“  podepsalo v roce 1997 více než 2500 ekonomů včetně devíti laureátů Nobelovy ceny. Toto prohlášení shrnuje ekonomické argumenty pro stanovení ceny uhlíku takto:
Nejúčinnějším přístupem ke zpomalení změny klimatu jsou tržní politiky. Aby svět dosáhl svých klimatických cílů s minimálními náklady, je zapotřebí kooperativní přístup mezi národy – například mezinárodní dohoda o obchodování s emisemi. Spojené státy a další země mohou nejefektivněji realizovat svou klimatickou politiku prostřednictvím tržních mechanismů, jako jsou uhlíkové daně nebo aukce emisních povolenek.
Toto prohlášení tvrdí, že zpoplatnění uhlíku je „tržní mechanismus“ na rozdíl od dotací na obnovitelné zdroje nebo přímé regulace jednotlivých zdrojů uhlíkových emisí, a proto je to způsob, jak mohou „Spojené státy a další národy nejefektivněji implementovat svou klimatickou politiku“.
Uhlíkové kompenzace pro jednotlivce a podniky lze rovněž zakoupit prostřednictvím maloobchodníků s uhlíkovými jako je Carbonfund.org Foundation.
Nový přístup založený na kvantitativních závazcích, který navrhuje Mutsuyoshi Nishimura, spočívá v tom, že se všechny země musí zavázat ke stejnému globálnímu emisnímu cíli.  „Shromáždění vlád“ by vydávalo povolení ve výši globálního cíle a všichni poskytovatelé fosilních paliv by byli nuceni tato povolení kupovat.
V roce 2019 generální tajemník OSN požádal vlády, aby zdanily uhlík.
Ekonomika zpoplatnění uhlíku je v podstatě stejná jako u daní a obchodování s emisními povolenkami. Obě ceny jsou efektivní; mají stejné společenské náklady a stejný dopad na zisky, pokud jsou povolenky vydraženy. Někteří ekonomové však tvrdí, že stropy brání necenovým politikám, jako jsou dotace na obnovitelnou energii, snižovat emise uhlíku, zatímco uhlíkové daně nikoli. Jiní tvrdí, že vynucený strop je jediným způsobem, jak zaručit, že se emise uhlíku skutečně sníží; Uhlíková daň nezabrání těm, kdo si to mohou dovolit, aby pokračovali v produkci emisí.
Kromě obchodování s emisemi se obchodování s emisemi může týkat programů založených na projektech, označovaných také jako úvěrové nebo kompenzační programy. Takové programy mohou prodávat kredity za snížení emisí poskytované schválenými projekty. Obecně existuje požadavek adicionality který stanoví, že musí snížit emise více, než vyžaduje již existující právní úprava. Příkladem takového programu je Mechanismus čistého rozvoje v rámci Kjótského protokolu. Tyto kredity mohou být obchodovány s jinými zařízeními, kde mohou být použity pro dodržování programu cap-and-trade.  Pojem adicionality je bohužel obtížné definovat a monitorovat, což má za následek, že některé společnosti záměrně zvyšují emise, aby dostaly zaplaceno za jejich odstranění.
Programy obchodování s emisními povolenkami často umožňují "bankovnictví" povolenek. To znamená, že povolenky lze uložit a použít v budoucnu. To účetní jednotce umožňuje v počátečních obdobích překračovat požadavky v očekávání vyšších cen uhlíku v následujících letech.  To pomáhá stabilizovat cenu povolenek.

### Související stránky
- Evropský systém pro obchodování s emise